# Нестеров, Павел Петрович
Павел Петрович Не́стеров (7 августа 1921, Пестиха, Тверская губерния — 17 октября 2000, Сегежа) — полный кавалер Ордена Славы, помощник командира пулемётного взвода учебной роты 180-й стрелковой дивизии, сержант — на момент представления к награждению орденом Славы 1-й степени.

## Биография
Родился 7 августа 1921 года в деревне Пестиха (ныне — Бежецкого района Тверской области). Окончил школу ФЗУ. Работал слесарем на Бежецком заводе сельскохозяйственных машин.
Весной 1941 года был призван в Красную Армию. Начало Великой Отечественной войны встретил на юго-западных рубежах страны. С боями отступал на восток до города Воронеж, здесь участвовал в оборонительных боях. К 1943 году имел уже три ранения, но всегда возвращался в строй. Участвовал в сражении на Курской дуге, форсировал Днепр. К началу 1944 года сержант Нестеров был командиром пулеметного отделения в 180-й стрелковой дивизии.
В конце января — начале февраля 1944 года в районе Корсунь-Шевченковского, где была окружена большая группировка немецко-вражеских войск, шли ожесточенные бои. Стрелковая рота, в которой сержант Нестеров командовал пулеметным отделением, держала оборону на восточной окраине деревни Селище.
С утра 1 февраля противники атаковали при поддержке танков и самоходных орудий. В критическую минуту боя сержант Нестеров, выдвинувшись с «максимом» на фланг роты, пулеметным огнём отсек вражескую пехоту от танков и самоходок. Затем вступил в поединок с «фердинандом», который шел прямо на его окоп. Меткой очередью Нестеров сразил вражеских артиллеристов. Оставшийся в живых механик-водитель дал задний ход. Атака врага была отбита. Оставшиеся без поддержки пехоты другие штурмовые орудия вынуждены были отойти.
Приказом командира 180-й стрелковой дивизии от 15 февраля 1944 года сержант Нестеров Павел Петрович награждён орденом Славы 3-й степени.
В ночь на 17 февраля 1944 года крупные силы противников, воспользовавшись непогодой, нанесли мощный удар через населенный пункт Шандеровка. Сержант Нестеров со своим отделением проник в Шендеревку и, находясь в нескольких десятках метров от противников, открыл по ним огонь в упор, сея в их рядах смерть и панику. Десятки трупов оставил в ту ночь противник на поле боя. Лишь небольшой группе вражеских танков и бронетранспортеров удалось прорваться. В этой схватке Нестеров лично уничтожил 1 вражеского офицера и 6 солдат.
Приказом по войскам 27-й армии от 22 апреля 1944 года сержант Нестеров Павел Петрович награждён орденом Славы 2-й степени.
В том же году, после освобождения Украины и Молдавии, фронтовые дороги привели сержанта Нестерова в Румынию в район Трансильвании. 15 сентября 180-я Киевская стрелковая дивизия вышла в район города Турда. Немецко-вражеское командование подтянуло сюда свежие силы и бои приняли затяжной характер.
16 сентября исполнявший обязанности командира пулеметного взвода сержант Нестеров получил приказ овладеть высотой с отметкой 760.0, господствующей над окружающей местностью. С наступлением темноты Нестеров вывел взвод в тыл противника и занял исходное положение для атаки на западных склонах. В полночь бойцы во главе с Нестеровым внезапно атаковали врага и почти без потерь овладели высотой. Нестеров в этом бою подавил две огневые точки противника и уничтожил около двух десятков противников.
Последующие два дня враг беспрерывно контратаковал, намереваясь вернуть потерянную высоту. Особенно сильную контратаку противник предпринял на рассвете 17 сентября. Отражая её, Нестеров из станкового пулемета уничтожил до сорока противников. Склоны высоты были завалены трупами. Нестеров поднял своих бойцов в контратаку и отбросил противника на исходные позиции. За этот подвиг командир представил сержанта Нестерова к ордену Славы 1-й степени.
Вскоре, в одном из следующих боев, Нестеров был ранен, попал в госпиталь. После излечения был направлен в другую часть. Участвовал в боях за город Будапешт, сражался в Югославии, Австрии и закончил войну в Чехословакии, так и не узнав о своем награждении золотым орденом Славы.
Указом Президиума Верховного Совета СССР от 24 марта 1945 года за образцовое выполнение заданий командования в боях с захватчиками сержант Нестеров Павел Петрович награждён орденом Славы 1-й степени. Стал полным кавалером ордена Славы.
В мае 1946 года был демобилизован. Вернулся на родину в город Бежецк. Работал слесарем на заводе, с которого уходил в армию.
В 1948 году уехал на север, работал в городе Кандалакше, с 1955 года — в городе Сегежа. Более четверти века работал слесарем в варочном цехе Сегежского ордена Ленина целлюлозно-бумажного комбината имени В. И. Ленина.
Уже здесь, через 30 лет после Победы, фронтовику был вручен последний боевой орден — Славы 1-й степени. Удостоен звания «Почётный гражданин города Сегежа». Скончался 17 октября 2000 года в Сегеже.
Награждён орденами Отечественной войны 1-й степени, Славы 3-х степеней, медалями.

## Память
В городе Сегежа, на доме где жил П. П. Нестеров, установлена мемориальная доска.
В городе Бежецке Тверской области, рядом с Обелиском памяти погибшим в Великой Отечественной войне, П. П. Нестерову установлена мемориальная доска.